# Son (rivière d'Inde)
Pour les articles homonymes, voir Son.
La Son (hindi : सोन नदी) est une rivière indienne d'une longueur de 784 km qui est le deuxième plus grand affluent du Gange en rive droite après la Yamuna. Ses principaux affluents sont les rivières Rihand, Kanhar et le Koel du Nord. Le Son a une forte pente (35 à 55 cm par km) avec un courant rapide, devenant un fleuve rugissant avec l’eau de pluie dans la zone du bassin, mais devenant rapidement facile à traverser. Le Son, large et peu profond, laisse des flaques d’eau déconnectées durant le reste de l’année. Le canal du Son est très large (environ 5 km à Dehri-sur-sone) mais la plaine est étroite, avec une largeur de seulement 3 à 5 kilomètres. Par le passé, le Son a été célèbre pour ses changements de cap, car il est traçable depuis plusieurs vieux lits près de sa rive est. De nos jours, cette tendance est contrôlée avec le barrage à Dehri et avec le barrage Indrapuri.